# Родолико, Никколо
Никколо Родолико (14 марта 1873 года, Трапани, Сицилия — 19 ноября 1969 года, Флоренция) — историк и учитель итальянского языка.

## Биография

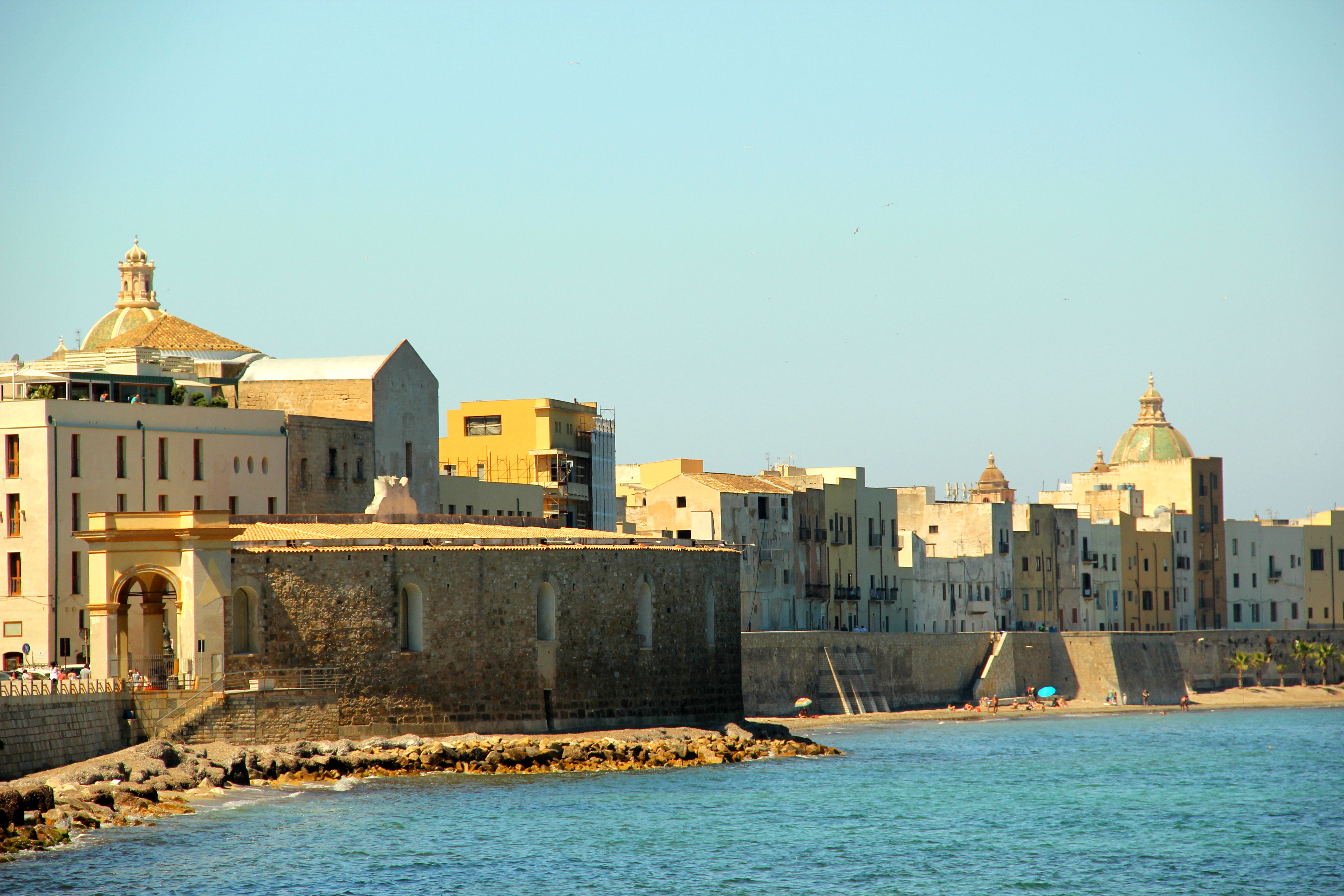
Трапани на острове Сицилия

Родился в Трапани в 1873 году в семье Франческо и Антонии Пьомбо. Отец участвовал в революции 1848 года. В 1860 году Франческо Пьомбо присоединился к повстанческому войску, он был бойцом в корпусе Гарибальди — боролся за национальное объединение Италии.
Окончил в своем родном городе классический лицей Ximenes, где его товарищем был Джованни Джентиле- сын аптекаря (будущий идеолог итальянского фашизма). В 1892—1896 годы Родолико окончил Болонский университет, где учился у поэта Джозуэ Кардуччи, будущего лауреата Нобелевской премии по литературе 1906 года. «Я учился в школе Кардуччи с 1892 по 1996 год, а затем в школе Виллари на двухлетнем курсе» (Н. Родолико, «Мой рабочий день», там же, «Очерки средневековой и современной истории», Флоренция, 1963 г.) стр. VIII). Под влиянием Кардуччи Родолико увлекся историей.
Сначала его интересы были направлены на изучение истории раннего Средневековья, особенно образования сеньорий и социальных конфликтов во Флоренции. Впоследствии, его интересы обратились к современной истории и, прежде всего, к изучению истории Тосканы и Южной Италии в XVIII веке .
С 1920 года он был профессором современной истории в Мессинском университете, а в 1938—1943 годы- во Флорентийском университете. В 1947 году он стал членом Академии деи Линчеи (Accademia dei Lincei).
Никколо Родолико изучал также жизнь и творчество Карло Альберто ди Савойя- короля Сардинии (1831—1849). Король Италии в изгнании Умберто II(9.05.1945- 12.06.1945) назначил его за его научные заслуги членом Совета сенаторов Королевства и наградил его гражданским орденом Савойи, высшей наградой Савойи.
В мае 1904 года в Венеции женился на Биче Бургарелле. У них было двое детей: Антонино (биолог, умер в 1932 году) и Франческо Родолико. В конце жизни Никколо Родолико жил во Флоренции.
В честь Родолико была названа высшая научная и лингвистическая школа во Флоренции (Liceo Scientifico Rodolico di Firenze), где он прожил долгое время и умер. Во Флоренции есть площадь Никколо Роволико.

## Труды
- Siciliani nello Studio di Bologna nel Medio Evo, 1895.

- Dal Comune alla Signoria, 1898.

- Il popolo minuto — Note di storia fiorentina (1343—1376), 1899.

- La democrazia fiorentina nel suo tramonto (1378—1382), 1905.

- La reggenza lorenese in Toscana (1737—1765), 1908.

- Le condizioni morali della Toscana prima dei lorenesi, 1908.

- Stato e Chiesa in Toscana durante la reggenza lorenese, 1910.

- La storia d’Italia narrata ai soldati d’Italia del 1916, 1916.

- Gli amici e i tempi di Scipione de' Ricci, 1920.

- Il popolo agli inizi del Risorgimento nell’Italia meridionale, 1926.

- Carlo Alberto principe di Carignano, 1931.

- Carlo Alberto negli anni di regno 1831—1843, 1936.

- Carlo Alberto negli anni 1843—1849, 1943.

- Il popolo minuto in Firenze, 1944.

- Lo studio fiorentino in Firenze, 1944.

- I Ciompi, 1945.

- Libro azzurro sul Referendum 1946, in collaborazione con V, Prunas-Tola, 1953.

- Storia degli italiani, 1954.

- I palazzi del popolo nei comuni toscani del Medio Evo, 1962.

- Il Risorgimento vive, 1962.

- Storia del Parlamento italiano, Flaccovio, 1963